# Orja Luka
Orja Luka este un sat din comuna Danilovgrad, Muntenegru. Conform datelor de la recensământul din 2003, localitatea are 248 de locuitori (la recensământul din 1991 erau 229 de locuitori).

## Demografie
În satul Orja Luka locuiesc 175 de persoane adulte, iar vârsta medie a populației este de 36,5 de ani (35,1 la bărbați și 37,9 la femei). În localitate sunt 71 de gospodării, iar numărul mediu de membri în gospodărie este de 3,49.
|  |

| Demografie | Demografie | Demografie |
| An         | Locuitori  | Locuitori  |
| ---------- | ---------- | ---------- |
|            |            |            |
|            |            |            |
|            |            |            |
|            |            |            |
| 1948       | 269        |            |
| 1953       | 245        |            |
| 1961       | 258        |            |
| 1971       | 219        |            |
| 1981       | 196        |            |
| 1991       | 229        | 229        |
| 2003       | 248        | 248        |

| \| Componența etnică conform recensământului din 2003[2] \| Componența etnică conform recensământului din 2003[2] \| Componența etnică conform recensământului din 2003[2] \| Componența etnică conform recensământului din 2003[2] \| Componența etnică conform recensământului din 2003[2] \| \| ----------------------------------------------------- \| ----------------------------------------------------- \| ----------------------------------------------------- \| ----------------------------------------------------- \| ----------------------------------------------------- \| \| \| \| \| \| \| \| Muntenegreni \| Muntenegreni \| \| 195 \| 78,62% \| \| Sârbi \| Sârbi \| \| 40 \| 16,12% \| \| Iugoslavi \| Iugoslavi \| \| 2 \| 0,8% \| \| necunoscută \| necunoscută \| \| 0 \| 0% \| |              |  |     |        |
| Componența etnică conform recensământului din 2003 |              |  |     |        |
| |              |  |     |        |
| Muntenegreni | Muntenegreni |  | 195 | 78,62% |
| Sârbi | Sârbi        |  | 40  | 16,12% |
| Iugoslavi | Iugoslavi    |  | 2   | 0,8%   |
| necunoscută | necunoscută  |  | 0   | 0%     |